# 龍鱗化身
《龍鱗化身》是一部由白金工作室开发、微软工作室发行的动作冒险游戏。游戏运行于Microsoft Windows以及Xbox One平台。遊戲首次於2014年E3展上發表，但在2017年，微軟正式宣布遊戲開發終止。

## 遊戲玩法
遊戲中玩家將操作能駕馭強大飛龍的主角，一人一龍聯手對抗敵對勢力。主角可以使用刀劍與弓箭等遠近距離的武器來克敵，飛龍則是能以灼熱的火焰與巨大的軀體掃蕩敵人。當面對威力巨大的巨獸時，主角可以運用來自飛龍的力量變身為更強大的型態，牽制巨獸的行動，讓飛龍以威力強大的烈焰摧毀巨獸。

## 開發
微軟宣布遊戲將推出中文化。

## 漫畫
Titan Comics宣佈將推出《龍鱗化身》的漫畫，根據市場銷售經理Ricky Claydon的說法:「漫畫將會擴大遊戲的吸引力，音喜更多的觀眾。」。